# Aledo (raïm)
Aledo és una varietat de raïm de taula típicament conreada a la vall del Vinalopó, on és embutxacada per a la seua maduració. Es tracta d'una varietat molt resistent per la seua pell més gruixuda i de recol·lecció tardana (sobre el novembre i el desembre), per la qual cosa sol ser el raïm que es pren en la Nit de cap d'any. Segons l'Ordre APA/1819/2007, de 13 de juny (BOE del dia 21), Aledo és una varietat de vinya blanca recomanada per a la producció de raïm de taula a Espanya.